# Derarimus sinuatipennis
Derarimus sinuatipennis là một loài bọ cánh cứng trong họ Anthicidae. Loài này được Uhmann miêu tả khoa học năm 1993.